# Platyproctus
Platyproctus es un género de hemípteros auquenorrincos de la familia Cicadellidae. Incluye las siguientes especies.

## Especies
- Platyproctus flaveolus Lindberg, 1925
- Platyproctus schaeuffelei Dlabola, 1960
- Platyproctus tesselatus Lindberg, 1925